# Nemanja Matić
Nemanja Matić (in serbo Немања Матић?; Šabac, 1º agosto 1988) è un calciatore serbo, centrocampista svincolato.

## Biografia
È in possesso del doppio passaporto poiché nel 2014 ha ottenuto quello slovacco, che lo rende comunitario. Ha origini macedoni da parte di madre.
Ha un fratello più giovane, Uroš, anch'egli calciatore che gioca nell'Abha. Suo padre Dragan è un ex calciatore. È sposato con Aleksandra dalla quale ha avuto 3 figli.
Il 3 novembre 2018 ha rifiutato di indossare il papavero rosso in occasione del Remembrance Day in ricordo dei morti dell'esercito britannico durante la prima guerra mondiale, motivando il tutto sul suo profilo Instagram per via del fatto che durante la guerra del Kosovo nel 1999 Vrelo, il suo villaggio, fu colpito durante i bombardamenti della NATO nell'operazione Allied Force.

## Caratteristiche tecniche
Calciatore molto duttile e completo, fa della forza e della caparbietà i suoi punti di forza. È dotato di un piede sinistro molto preciso, sa verticalizzare con lanci lunghi ed è abile sia tecnicamente che nel gioco aereo, oltre che nei contrasti; possiede inoltre un buon tiro dalla distanza.

## Carriera

### Club

#### Esordi e Košice

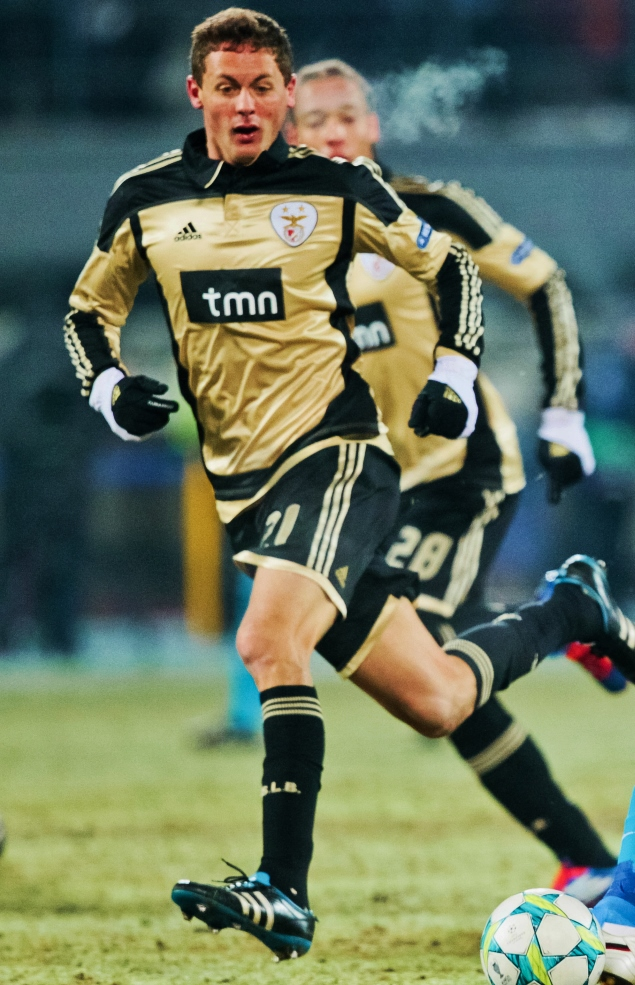
Matić al Benfica nel 2012

Inizia a praticare calcio all'età di 5 anni, venendo allenato dal padre. Dopo i trascorsi giovanili alla Stella Rossa e al Partizan, a partire dal 2003 milita tra le file del Jedinstvo Ub. Nel 2005 si trasferisce quindi al Kolubara, allora militante nella seconda serie serba.
Nel 2007 passa agli slovacchi del VSS Košice; con il nuovo club trova sufficiente spazio da guadagnarsi le sue prime convocazioni in nazionale maggiore, oltre alla chiamata della selezione Under-21 per il campionato europeo di categoria del 2009.

#### Chelsea, Vitesse e Benfica
Il 18 agosto 2009 viene acquistato a titolo definitivo dal Chelsea, a fronte di un esborso pari a 1,75 milioni di euro. Debutta con i Blues il 21 novembre 2009, in occasione del match di Premier League vinto contro il Wolverhampton (4-0). Con i londinesi trova complessivamente poco spazio durante l'annata, maturando appena 3 presenze in tutte le competizioni, fregiandosi tuttavia della vittoria del titolo d'Inghilterra nonché della FA Cup.
Il 24 agosto 2010 il serbo viene girato in prestito al Vitesse, con cui esordisce cinque giorni più tardi nella gara di Eredivisie persa contro il Feyenoord (4-0). Nel mentre, il 31 gennaio 2011 viene accordato il suo passaggio, da realizzarsi al termine della stagione sportiva e al costo di 5 milioni di euro, al Benfica, nell'ambito della trattativa che avrebbe poi portato David Luiz in forza ai londinesi.
A partire dal 1º luglio 2011 veste quindi la maglia del Benfica, con cui debutta il 10 settembre successivo, nella gara di Primeira Liga contro il Vitória Guimarães (2-1). L'esperienza lusitana è segnata da un buon rapporto con il tecnico Jorge Jesus, che intuisce la sua predisposizione per i ruoli della mediana piuttosto che da trequartista. Le prime due annate del serbo a Lisbona vengono coronate prima dalla vittoria della Taça da Liga 2011-2012, quindi dal raggiungimento della finale di UEFA Europa League 2012-2013, persa proprio contro il Chelsea (2-1).

#### Ritorno al Chelsea e Manchester Utd

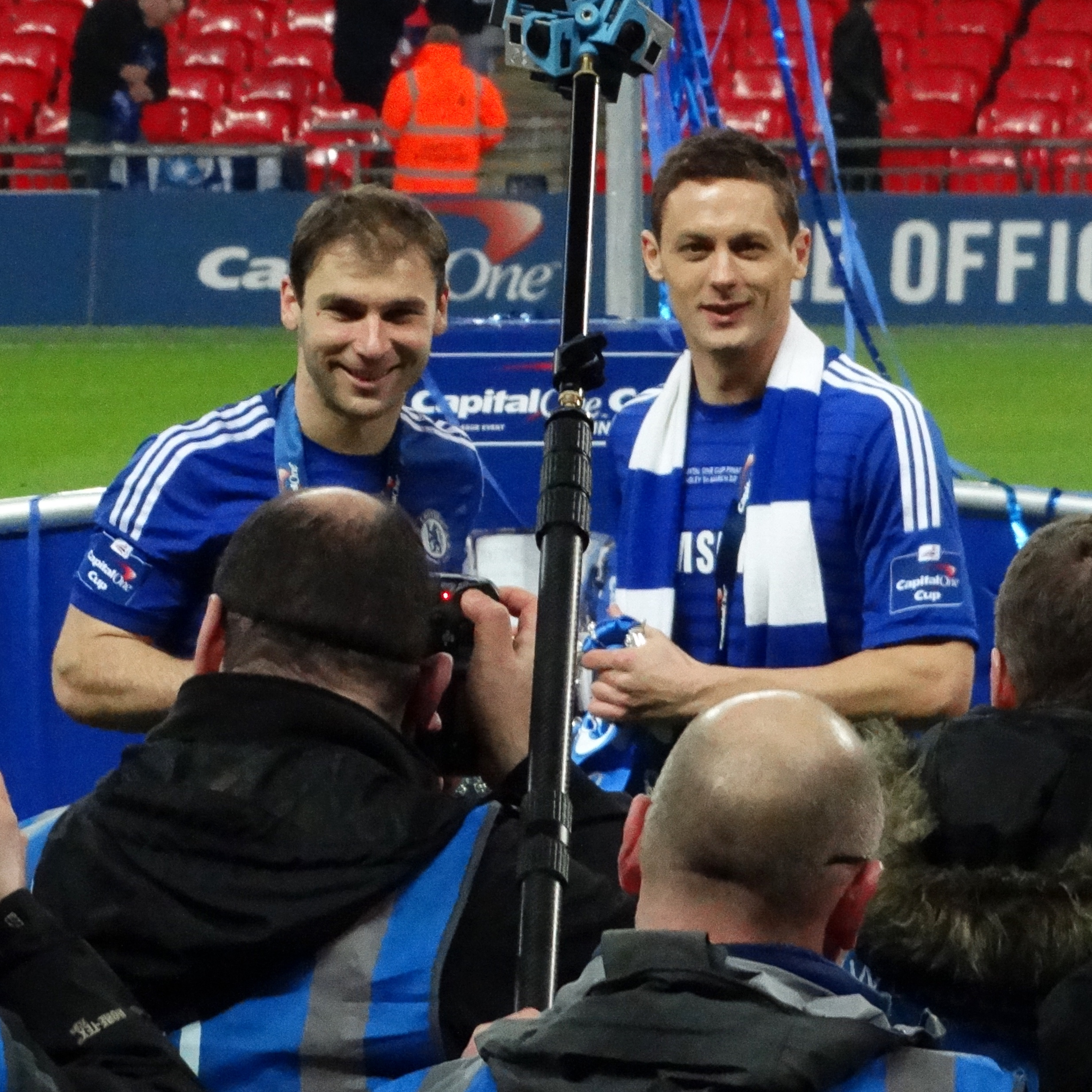
Matić al Chelsea col connazionale Ivanović dopo la vittoria della Football League Cup 2014-2015

Il 15 gennaio 2014 viene nuovamente acquistato dal Chelsea, stavolta al prezzo di 25 milioni di euro. Voluto dal tecnico José Mourinho come sostituto dell'allora infortunato Frank Lampard, nel suo secondo stint in forza ai Blues il calciatore si distingue per solide prestazioni, che gli valgono l'ascesa in pianta stabile all'undici titolare del Chelsea. Questi anni sono caratterizzati dalla vittoria di ben due titoli nazionali, rispettivamente nel 2014-2015 e nel 2016-2017; il tecnico Antonio Conte, allenatore del Chelsea nella stagione 2016-2017, arriverà a definirlo un «elemento chiave» per la vittoria del titolo stesso.

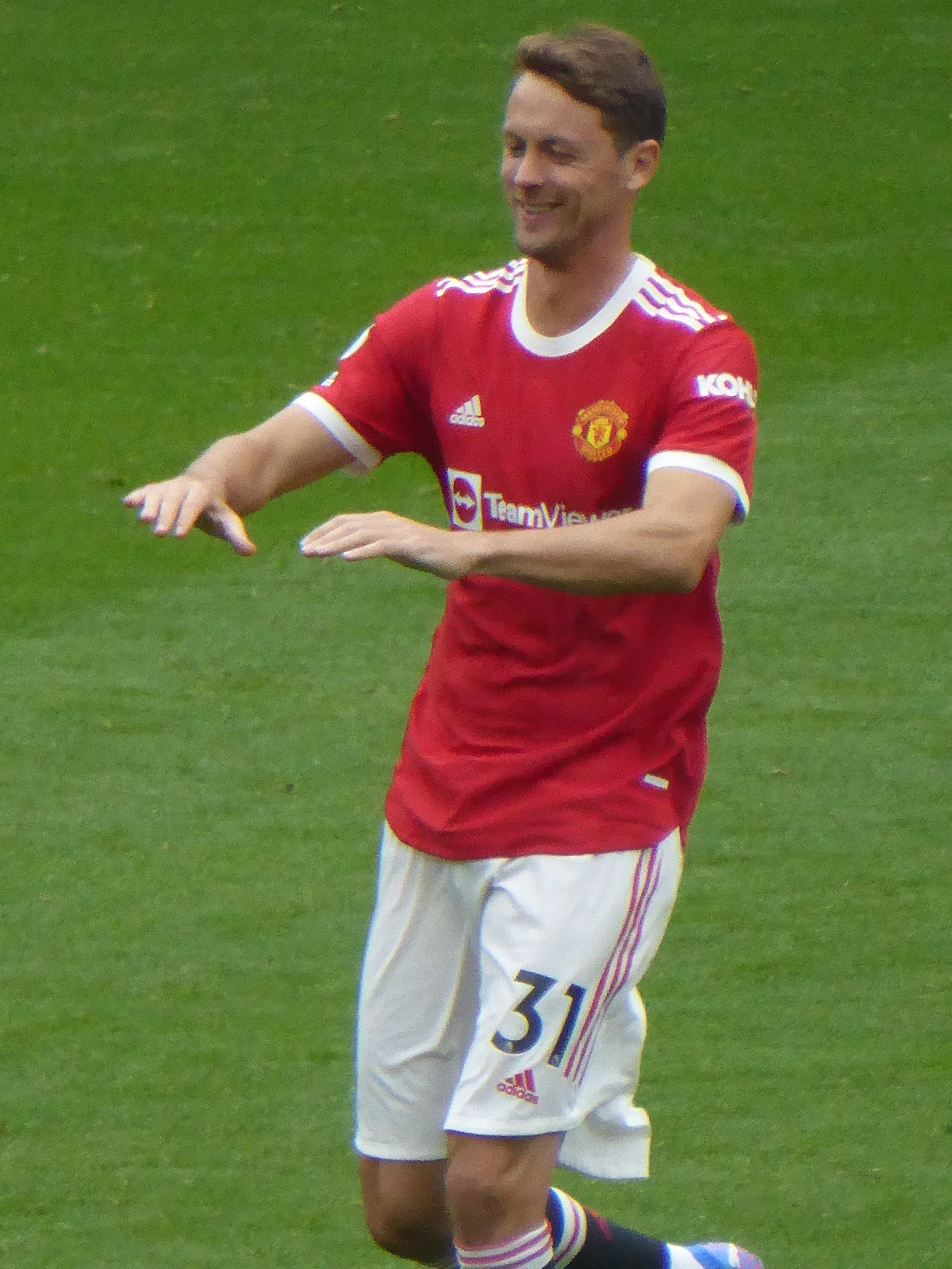
Matić al Manchester Utd nel 2021

Il 31 luglio 2017 Matić viene acquistato a titolo definitivo dal Manchester Utd, per 44,7 milioni di euro, ritrovando così l'allenatore Mourinho. Debutta con i Red Devils l'8 agosto successivo, in occasione della gara di Supercoppa UEFA persa contro il Real Madrid (2-1). Negli anni a Manchester il serbo si distingue come uno dei leader veterani della rosa.

#### Roma
In vista della scadenza naturale del proprio contratto con gli inglesi, il 14 giugno 2022 viene ufficializzato il passaggio del serbo alla Roma, con decorrenza a partire dal 1º luglio seguente. Nella capitale ritrova nuovamente Mourinho come allenatore, dopo le esperienze con lui a Londra e a Manchester. Debutta con i giallorossi il 14 agosto successivo, disputando da subentrato la sfida di Serie A vinta contro la Salernitana (0-1). L'8 settembre viene schierato titolare in Europa League, nella partita persa per 2-1 contro il Ludogorets. Il 13 novembre realizza la prima rete in giallorosso e in Serie A, segnando la rete del definitivo pareggio contro il Torino (1-1).
Con i capitolini disputa un’ottima stagione rivelandosi un punto fermo dell’undici titolare, arrivando con i suoi compagni a disputare la finale di Europa League a Budapest il 31 maggio 2023, persa ai rigori contro il Siviglia.

#### Rennes

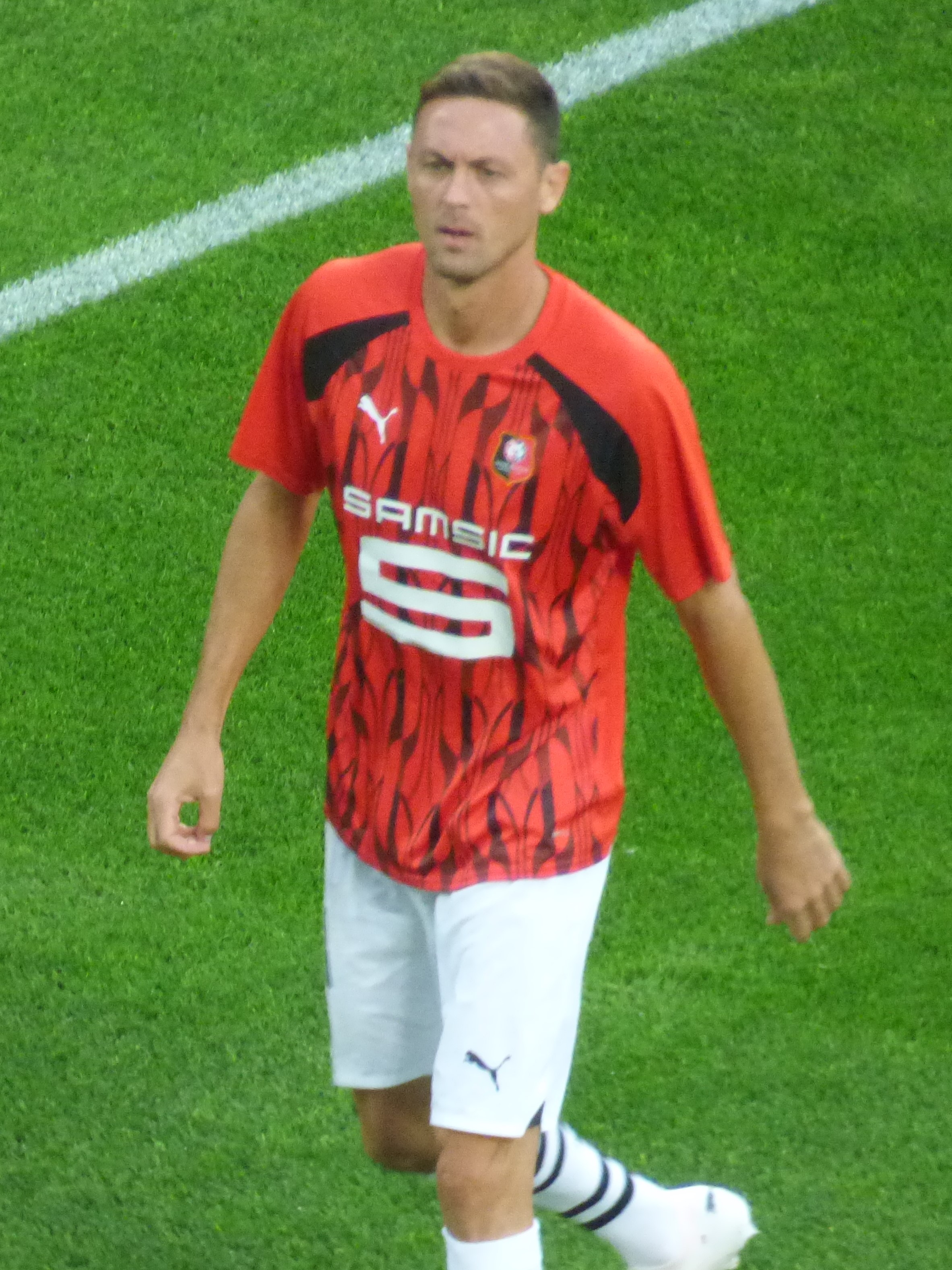
Matić con la maglia del Rennes nel 2023.

Il 14 agosto dello stesso anno, dopo solo un anno nelle file giallorosse, viene ceduto per 3 milioni di euro al Rennes con cui firma un contratto biennale. Chiude l'esperienza con i rossoneri dopo sei mesi e 19 presenze complessive.

#### Olympique Lione
Il 27 gennaio 2024 si trasferisce all'Olympique Lione, con cui firma un contratto fino al 30 giugno 2026.
Dopo un anno e mezzo, il 14 agosto 2025 rescinde consensualmente il suo contratto con il club di Lione.

### Nazionale

#### Nazionali giovanili
Debutta con la nazionale Under-21 della Serbia l'11 ottobre 2008 contro la Danimarca Under-21. L'allenatore Krčmarević lo convoca assieme al compagno di squadra Milinkovič per l'europeo di categoria del 2009 in Svezia. Gioca la partita iniziale del girone contro i pari età dell'Italia, ma a causa di un infortunio occorsogli in questa partita conclude precocemente la sua esperienza nella manifestazione.

#### Nazionale maggiore
Sempre nel 2008, precisamente il 14 dicembre, arriva il suo debutto con la nazionale maggiore nella partita amichevole contro la Polonia. Dopo aver giocato un'altra partita amichevole contro Cipro nel febbraio 2009, esce momentaneamente dal giro della Nazionale.
Torna a vestire la maglia della nazionale serba nel maggio 2012 quando è stato convocato da Siniša Mihajlović in occasione della amichevoli contro Spagna e Francia. Tuttavia nel dicembre dello stesso anno, visto che Mihajlović lo convocava senza impiegarlo, Matić dichiara di non volere essere più convocato fino a quando Mihajlović sarebbe stato l'allenatore delle Aquile Bianche. Tuttavia torna sui suoi passi tornando a disputare una partita in nazionale il 6 settembre 2013 in occasione del derby jugoslavo contro la Croazia pareggiato per 1-1, venendo espulso al 75'.

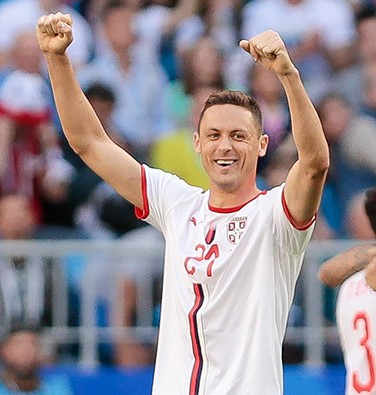
Matić esulta con la maglia della Serbia durante il Mondiale 2018

Dal 2014, dopo l'esonero di Mihajlović che aveva mancato la qualificazione al campionato del mondo 2014, torna titolare del centrocampo della nazionale serba. Segna la sua prima rete in nazionale in occasione della sconfitta per 2-1 contro il Portogallo il 29 marzo 2015. Dopo non essersi qualificata al campionato d'Europa 2016 e a seguito di un'amichevole persa male (4-1) contro la Rep. Ceca Matić ha pensato di lasciare la nazionale. Tuttavia ha continuato a giocare per la Serbia, indossando per la prima volta la fascia da capitano della nazionale il 25 maggio 2016 nell'amichevole vinta per 2-1 contro Cipro, che ha riscattato anni negativi, qualificandosi al campionato del mondo 2018, e Matić ha avuto un ruolo chiave nel girone di qualificazione per i serbi, arrivati primi a 21 punti (frutto di 6 vittorie e 3 pareggi) davanti all'Irlanda, seconda con 19 punti, oltre che davanti alle più blasonate Galles e Austria.
Tra l'altro Matić troverà il suo secondo gol in nazionale nelle qualificazioni mondiali, il 6 ottobre 2017, in occasione dell'unica partita persa dalla Serbia contro l'Austria, segnando la rete del momentaneo 2-2 all'83', quattro minuti prima della rete del definitivo 3-2 segnata da Louis Schaub per gli austriaci. È stato poi convocato per la fase finale del mondiale 2018 in Russia, in cui Matić ha giocato tutte e 3 le partite della selezione serba che è stata eliminata al primo turno dal Brasile e dalla Svizzera.
Il 28 agosto 2020 ha deciso di ritirarsi dalla nazionale; complessivamente vanta 48 presenze e 2 reti con la selezione serba.

## Controversie
RMC Sport ha sottolineato che durante la gara di campionato del 17 maggio 2025 il centrocampista del Lione è sceso in campo contro l’Angers con il logo della campagna contro l’omofobia coperto da un nastro bianco, cioè il logo della Giornata internazionale contro l’omofobia, la bifobia e la transfobia. Ogni anno in questa occasione nelle due divisioni professionistiche del calcio francese i giocatori scendono in campo con simboli o messaggi a sostegno della comunità LGBTQ+ (nel 2025 la campagna prevedeva che sulla manica destra della maglia di ogni giocatore ci fosse il logo del campionato con i colori dell’arcobaleno e la scritta “omofobia” barrata e corretta con “calcio”).
La Fédération Française de Football sta pensando di comminare una squalifica, partendo dal precedente legato al giocatore del Monaco Mohamed Camara che, per un fatto analogo accaduto nel 2024, fu squalificato per 4 giornate.

## Statistiche

### Presenze e reti nei club
Statistiche aggiornate al 17 maggio 2025.
| Stagione               | Squadra                | Campionato             | Campionato | Campionato | Coppe nazionali | Coppe nazionali | Coppe nazionali | Coppe continentali | Coppe continentali | Coppe continentali | Altre coppe | Altre coppe | Altre coppe | Totale | Totale |
| Stagione               | Squadra                | Comp                   | Pres       | Reti       | Comp            | Pres            | Reti            | Comp               | Pres               | Reti               | Comp        | Pres        | Reti        | Pres   | Reti   |
| ---------------------- | ---------------------- | ---------------------- | ---------- | ---------- | --------------- | --------------- | --------------- | ------------------ | ------------------ | ------------------ | ----------- | ----------- | ----------- | ------ | ------ |
| gen.-giu. 2004         | Jedinstvo Ub           | PL                     | 8          | 0          | CS              | 0               | 0               | -                  | -                  | -                  | -           | -           | -           | 8      | 0      |
| 2004-2005              | Jedinstvo Ub           | 3L                     | 16         | 1          | CS              | 0               | 0               | -                  | -                  | -                  | -           | -           | -           | 16     | 1      |
| Totale Jedinstvo Ub    | Totale Jedinstvo Ub    | Totale Jedinstvo Ub    | 24         | 1          |                 | 0               | 0               |                    | -                  | -                  |             | -           | -           | 24     | 1      |
| 2005-2006              | Kolubara               | PL                     | ?          | ?          | CS              | ?               | ?               | -                  | -                  | -                  | -           | -           | -           | ?      | ?      |
| 2006-gen. 2007         | Kolubara               | PL                     | ?          | ?          | CS              | ?               | ?               | -                  | -                  | -                  | -           | -           | -           | ?      | ?      |
| Totale Kolubara        | Totale Kolubara        | Totale Kolubara        | ?          | ?          |                 | 0               | 0               |                    | -                  | -                  |             | -           | -           | ?      | ?      |
| gen.-giu. 2007         | VSS Košice             | SL                     | 14         | 1          | CS              | 1               | 0               | -                  | -                  | -                  | -           | -           | -           | 15     | 1      |
| 2007-2008              | VSS Košice             | SL                     | 26         | 1          | CS              | 2               | 0               | -                  | -                  | -                  | -           | -           | -           | 28     | 1      |
| 2008-2009              | VSS Košice             | SL                     | 29         | 2          | CS              | 6               | 0               | -                  | -                  | -                  | -           | -           | -           | 35     | 2      |
| lug.-ago. 2009         | VSS Košice             | SL                     | 1          | 0          | CS              | 0               | 0               | -                  | -                  | -                  | -           | -           | -           | 1      | 0      |
| Totale VSS Košice      | Totale VSS Košice      | Totale VSS Košice      | 70         | 4          |                 | 9               | 0               |                    | -                  | -                  |             | -           | -           | 79     | 4      |
| 2009-2010              | Chelsea                | PL                     | 2          | 0          | FACup+CdL       | 1+0             | 0               | UCL                | 0                  | 0                  | CS          | 0           | 0           | 3      | 0      |
| 2010-2011              | Vitesse                | ED                     | 27         | 2          | CO              | 2               | 0               | -                  | -                  | -                  | -           | -           | -           | 29     | 2      |
| 2011-2012              | Benfica                | PL                     | 16         | 1          | CP+CdL          | 2+2             | 0               | UCL                | 10                 | 0                  | -           | -           | -           | 30     | 1      |
| 2012-2013              | Benfica                | PL                     | 26         | 3          | CP+CdL          | 6+2             | 1+0             | UCL+UEL            | 5+8                | 0+1                | -           | -           | -           | 47     | 5      |
| 2013-gen. 2014         | Benfica                | PL                     | 14         | 2          | CP+CdL          | 2+0             | 0               | UCL+UEL            | 6+0                | 1                  | -           | -           | -           | 22     | 3      |
| Totale Benfica         | Totale Benfica         | Totale Benfica         | 56         | 6          |                 | 14              | 1               |                    | 29                 | 2                  |             | -           | -           | 99     | 9      |
| gen.-giu. 2014         | Chelsea                | PL                     | 17         | 0          | FACup+CdL       | 2+0             | 0               | UCL                | -                  | -                  | -           | -           | -           | 19     | 0      |
| 2014-2015              | Chelsea                | PL                     | 36         | 1          | FACup+CdL       | 0+5             | 0               | UCL                | 8                  | 2                  | -           | -           | -           | 49     | 3      |
| 2015-2016              | Chelsea                | PL                     | 33         | 2          | FACup+CdL       | 3+1             | 0               | UCL                | 5                  | 0                  | CS          | 1           | 0           | 43     | 2      |
| 2016-2017              | Chelsea                | PL                     | 35         | 1          | FACup+CdL       | 3+2             | 1+0             | -                  | -                  | -                  | -           | -           | -           | 40     | 2      |
| Totale Chelsea         | Totale Chelsea         | Totale Chelsea         | 123        | 4          |                 | 17              | 1               |                    | 13                 | 2                  |             | 1           | 0           | 154    | 7      |
| 2017-2018              | Manchester Utd         | PL                     | 36         | 1          | FACup+CdL       | 4+1             | 1+0             | UCL                | 7                  | 0                  | SU          | 1           | 0           | 49     | 2      |
| 2018-2019              | Manchester Utd         | PL                     | 28         | 1          | FACup+CdL       | 3+1             | 0               | UCL                | 6                  | 0                  | -           | -           | -           | 38     | 1      |
| 2019-2020              | Manchester Utd         | PL                     | 21         | 0          | FACup+CdL       | 5+3             | 0+1             | UEL                | 5                  | 0                  | -           | -           | -           | 34     | 1      |
| 2020-2021              | Manchester Utd         | PL                     | 20         | 0          | FACup+CdL       | 3+2             | 0               | UCL+UEL            | 4+7                | 0                  | -           | -           | -           | 36     | 0      |
| 2021-2022              | Manchester Utd         | PL                     | 23         | 0          | FACup+CdL       | 0+1             | 0               | UCL                | 8                  | 0                  | -           | -           | -           | 32     | 0      |
| Totale Manchester Utd  | Totale Manchester Utd  | Totale Manchester Utd  | 128        | 2          |                 | 23              | 2               |                    | 37                 | 0                  |             | 1           | 0           | 189    | 4      |
| 2022-2023              | Roma                   | A                      | 35         | 2          | CI              | 2               | 0               | UEL                | 13                 | 0                  | -           | -           | -           | 50     | 2      |
| 2023-gen. 2024         | Rennes                 | L1                     | 13         | 0          | CF              | -               | -               | UEL                | 6                  | 0                  | -           | -           | -           | 19     | 0      |
| gen.-giu. 2024         | Olympique Lione        | L1                     | 15         | 0          | CF              | 4               | 0               | -                  | -                  | -                  | -           | -           | -           | 19     | 0      |
| 2024-2025              | Olympique Lione        | L1                     | 29         | 0          | CF              | 2               | 1               | UEL                | 8                  | 0                  | -           | -           | -           | 39     | 1      |
| Totale Olympique Lione | Totale Olympique Lione | Totale Olympique Lione | 44         | 0          |                 | 6               | 1               |                    | 8                  | 0                  |             | -           | -           | 58     | 1      |
| Totale carriera        | Totale carriera        | Totale carriera        | 522        | 21         |                 | 73              | 5               |                    | 105                | 4                  |             | 2           | 0           | 702    | 30     |

### Cronologia presenze e reti in nazionale
| Cronologia completa delle presenze e delle reti in nazionale ― Serbia | Cronologia completa delle presenze e delle reti in nazionale ― Serbia | Cronologia completa delle presenze e delle reti in nazionale ― Serbia | Cronologia completa delle presenze e delle reti in nazionale ― Serbia | Cronologia completa delle presenze e delle reti in nazionale ― Serbia | Cronologia completa delle presenze e delle reti in nazionale ― Serbia | Cronologia completa delle presenze e delle reti in nazionale ― Serbia | Cronologia completa delle presenze e delle reti in nazionale ― Serbia |
| Data                                                                  | Città                                                                 | In casa                                                               | Risultato                                                             | Ospiti                                                                | Competizione                                                          | Reti                                                                  | Note                                                                  |
| --------------------------------------------------------------------- | --------------------------------------------------------------------- | --------------------------------------------------------------------- | --------------------------------------------------------------------- | --------------------------------------------------------------------- | --------------------------------------------------------------------- | --------------------------------------------------------------------- | --------------------------------------------------------------------- |
| 14-12-2008                                                            | Adalia                                                                | Polonia                                                               | 1 – 0                                                                 | Serbia                                                                | Amichevole                                                            | -                                                                     |                                                                       |
| 10-2-2009                                                             | Nicosia                                                               | Cipro                                                                 | 0 – 2                                                                 | Serbia                                                                | Torneo di Cipro 2009 - Semifinale                                     | -                                                                     | 63’                                                                   |
| 26-5-2012                                                             | San Gallo                                                             | Spagna                                                                | 2 – 0                                                                 | Serbia                                                                | Amichevole                                                            | -                                                                     | 65’                                                                   |
| 31-5-2012                                                             | Reims                                                                 | Francia                                                               | 2 – 0                                                                 | Serbia                                                                | Amichevole                                                            | -                                                                     | 60’                                                                   |
| 5-6-2012                                                              | Solna                                                                 | Svezia                                                                | 2 – 1                                                                 | Serbia                                                                | Amichevole                                                            | -                                                                     | 63’                                                                   |
| 6-9-2013                                                              | Belgrado                                                              | Serbia                                                                | 1 – 1                                                                 | Croazia                                                               | Qual. Mondiali 2014                                                   | -                                                                     | 68’, 75’                                                              |
| 11-10-2013                                                            | Belgrado                                                              | Serbia                                                                | 2 – 0                                                                 | Giappone                                                              | Amichevole                                                            | -                                                                     | 60’                                                                   |
| 15-10-2013                                                            | Jagodina                                                              | Serbia                                                                | 5 – 1                                                                 | Macedonia                                                             | Qual. Mondiali 2014                                                   | -                                                                     |                                                                       |
| 15-11-2013                                                            | Dubai                                                                 | Russia                                                                | 1 – 1                                                                 | Serbia                                                                | Amichevole                                                            | -                                                                     | 73’                                                                   |
| 5-3-2014                                                              | Dublino                                                               | Irlanda                                                               | 1 – 2                                                                 | Serbia                                                                | Amichevole                                                            | -                                                                     | 86’                                                                   |
| 26-5-2014                                                             | Harrison                                                              | Serbia                                                                | 2 – 1                                                                 | Giamaica                                                              | Amichevole                                                            | -                                                                     | 86’                                                                   |
| 31-5-2014                                                             | Bridgeview                                                            | Panama                                                                | 1 – 1                                                                 | Serbia                                                                | Amichevole                                                            | -                                                                     |                                                                       |
| 6-6-2014                                                              | San Paolo                                                             | Brasile                                                               | 1 – 0                                                                 | Serbia                                                                | Amichevole                                                            | -                                                                     | 41’                                                                   |
| 7-9-2014                                                              | Belgrado                                                              | Serbia                                                                | 1 – 1                                                                 | Francia                                                               | Amichevole                                                            | -                                                                     |                                                                       |
| 11-10-2014                                                            | Erevan                                                                | Armenia                                                               | 1 – 1                                                                 | Serbia                                                                | Qual. Euro 2016                                                       | -                                                                     |                                                                       |
| 14-10-2014                                                            | Belgrado                                                              | Serbia                                                                | 0 – 3 tav                                                             | Albania                                                               | Qual. Euro 2016                                                       | -                                                                     |                                                                       |
| 14-11-2014                                                            | Belgrado                                                              | Serbia                                                                | 1 – 3                                                                 | Danimarca                                                             | Qual. Euro 2016                                                       | -                                                                     |                                                                       |
| 18-11-2014                                                            | La Canea                                                              | Grecia                                                                | 0 – 2                                                                 | Serbia                                                                | Amichevole                                                            | -                                                                     | 57’                                                                   |
| 29-3-2015                                                             | Lisbona                                                               | Portogallo                                                            | 2 – 1                                                                 | Serbia                                                                | Qual. Euro 2016                                                       | 1                                                                     | 25’                                                                   |
| 7-6-2015                                                              | Sankt Pölten                                                          | Serbia                                                                | 4 – 1                                                                 | Azerbaigian                                                           | Amichevole                                                            | -                                                                     | 60’                                                                   |
| 13-6-2015                                                             | Copenaghen                                                            | Danimarca                                                             | 2 – 0                                                                 | Serbia                                                                | Qual. Euro 2016                                                       | -                                                                     |                                                                       |
| 4-9-2015                                                              | Novi Sad                                                              | Serbia                                                                | 2 – 0                                                                 | Armenia                                                               | Qual. Euro 2016                                                       | -                                                                     |                                                                       |
| 7-9-2015                                                              | Bordeaux                                                              | Francia                                                               | 2 – 1                                                                 | Serbia                                                                | Amichevole                                                            | -                                                                     |                                                                       |
| 8-10-2015                                                             | Elbasan                                                               | Albania                                                               | 0 – 2                                                                 | Serbia                                                                | Qual. Euro 2016                                                       | -                                                                     | 73’                                                                   |
| 11-10-2015                                                            | Savski Venac                                                          | Serbia                                                                | 1 – 2                                                                 | Portogallo                                                            | Qual. Euro 2016                                                       | -                                                                     | 81’                                                                   |
| 13-11-2015                                                            | Ostrava                                                               | Rep. Ceca                                                             | 4 – 1                                                                 | Serbia                                                                | Amichevole                                                            | -                                                                     | 82’                                                                   |
| 23-3-2016                                                             | Poznań                                                                | Polonia                                                               | 1 – 0                                                                 | Serbia                                                                | Amichevole                                                            | -                                                                     | 85’                                                                   |
| 29-3-2016                                                             | Tallinn                                                               | Estonia                                                               | 0 – 1                                                                 | Serbia                                                                | Amichevole                                                            | -                                                                     | 64’                                                                   |
| 25-5-2016                                                             | Užice                                                                 | Serbia                                                                | 2 – 1                                                                 | Cipro                                                                 | Amichevole                                                            | -                                                                     | cap. 46’                                                              |
| 12-11-2016                                                            | Cardiff                                                               | Galles                                                                | 1 – 1                                                                 | Serbia                                                                | Qual. Mondiali 2018                                                   | -                                                                     |                                                                       |
| 24-3-2017                                                             | Tbilisi                                                               | Georgia                                                               | 1 – 3                                                                 | Serbia                                                                | Qual. Mondiali 2018                                                   | -                                                                     |                                                                       |
| 11-6-2017                                                             | Belgrado                                                              | Serbia                                                                | 1 – 1                                                                 | Galles                                                                | Qual. Mondiali 2018                                                   | -                                                                     | 90+1’                                                                 |
| 2-9-2017                                                              | Belgrado                                                              | Serbia                                                                | 3 – 0                                                                 | Moldavia                                                              | Qual. Mondiali 2018                                                   | -                                                                     | 77’                                                                   |
| 5-9-2017                                                              | Dublino                                                               | Irlanda                                                               | 0 – 1                                                                 | Serbia                                                                | Qual. Mondiali 2018                                                   | -                                                                     |                                                                       |
| 6-10-2017                                                             | Vienna                                                                | Austria                                                               | 3 – 2                                                                 | Serbia                                                                | Qual. Mondiali 2018                                                   | 1                                                                     |                                                                       |
| 9-10-2017                                                             | Belgrado                                                              | Serbia                                                                | 1 – 0                                                                 | Georgia                                                               | Qual. Mondiali 2018                                                   | -                                                                     | 43’                                                                   |
| 23-3-2018                                                             | Torino                                                                | Serbia                                                                | 1 – 2                                                                 | Marocco                                                               | Amichevole                                                            | -                                                                     | 67’                                                                   |
| 27-3-2018                                                             | Londra                                                                | Nigeria                                                               | 0 – 2                                                                 | Serbia                                                                | Amichevole                                                            | -                                                                     | 65’                                                                   |
| 4-6-2018                                                              | Graz                                                                  | Serbia                                                                | 0 – 1                                                                 | Cile                                                                  | Amichevole                                                            | -                                                                     | 46’                                                                   |
| 9-6-2018                                                              | Graz                                                                  | Serbia                                                                | 5 – 1                                                                 | Bolivia                                                               | Amichevole                                                            | -                                                                     | 46’                                                                   |
| 16-6-2018                                                             | Samara                                                                | Costa Rica                                                            | 0 – 1                                                                 | Serbia                                                                | Mondiali 2018 - 1º turno                                              | -                                                                     |                                                                       |
| 22-6-2018                                                             | Kaliningrad                                                           | Serbia                                                                | 1 – 2                                                                 | Svizzera                                                              | Mondiali 2018 - 1º turno                                              | -                                                                     | 45’                                                                   |
| 27-6-2018                                                             | Mosca                                                                 | Serbia                                                                | 0 – 2                                                                 | Brasile                                                               | Mondiali 2018 - 1º turno                                              | -                                                                     | 48’                                                                   |
| 7-9-2018                                                              | Vilnius                                                               | Lituania                                                              | 0 – 1                                                                 | Serbia                                                                | UEFA Nations League 2018-2019 - 1º turno                              | -                                                                     | cap. 82’                                                              |
| 10-9-2018                                                             | Belgrado                                                              | Serbia                                                                | 2 – 2                                                                 | Romania                                                               | UEFA Nations League 2018-2019 - 1º turno                              | -                                                                     | 71’                                                                   |
| 17-11-2018                                                            | Belgrado                                                              | Serbia                                                                | 2 – 1                                                                 | Montenegro                                                            | UEFA Nations League 2018-2019 - 1º turno                              | -                                                                     | 88’                                                                   |
| 7-9-2019                                                              | Belgrado                                                              | Serbia                                                                | 2 – 4                                                                 | Portogallo                                                            | Qual. Euro 2020                                                       | -                                                                     |                                                                       |
| 10-9-2019                                                             | Lussemburgo                                                           | Lussemburgo                                                           | 1 – 3                                                                 | Serbia                                                                | Qual. Euro 2020                                                       | -                                                                     | 79’                                                                   |
| Totale                                                                |                                                                       | Presenze                                                              | 48                                                                    |                                                                       | Reti                                                                  | 2                                                                     |                                                                       |

## Palmarès

### Club
- Campionato inglese: 3

Chelsea: 2009-2010, 2014-2015, 2016-2017
- Coppa d'Inghilterra: 1

Chelsea: 2009-2010
- Coppa di Lega portoghese: 1

Benfica: 2011-2012
- Coppa di Lega inglese: 1

Chelsea: 2014-2015

### Individuale
- Calciatore serbo dell'anno: 2

2014, 2015
- Squadra dell'anno della PFA: 1

2014-2015
- Squadra della stagione della UEFA Europa League: 1

2022-2023